# Corsione
Corsione är en ort och kommun i provinsen Asti i regionen Piemonte i Italien. Kommunen hade 223 invånare (2018).